# Navarredonda y San Mamés
Navarredonda y San Mamés est une commune de la communauté de Madrid, en Espagne.

## Démographie
| 1991 | 1996 | 2001 | 2004 | 2006 | 2008 | 2012 |
| ---- | ---- | ---- | ---- | ---- | ---- | ---- |
| 79   | 99   | 106  | 137  | 144  | 151  | 140  |